# Mindenki tévedhet
A Mindenki tévedhet a Vízipók-csodapók című rajzfilmsorozat harmadik évadjának tizedik epizódja. A forgatókönyvet Kertész György írta, az epizódot Szabó Szabolcs és Haui József rendezte. A címszereplő hangját Pathó István kölcsönözte.
Elsőként 1987. december 13-án mutatta be a Magyar Televízió.

## Cselekmény
Egy szélvihar következtében Keresztespók és Vízipók újabb és újabb ismerősökre tesz szert és megállapítják, hogy milyen kevés állatot ismernek név szerint.

## Alkotók
- Rendezte: Szabó Szabolcs, Haui József
- Írta: Kertész György
- Dramaturg: Szentistványi Rita
- Zenéjét szerezte: Pethő Zsolt
- Főcímdalszöveg: Bálint Ágnes
- Ének: ?
- Operatőr: Magyar Gyöngyi, Pugner Edit
- Hangmérnök: Bársony Péter
- Hangasszisztens: Zsebényi Béla
- Effekt: Boros József
- Vágó: Czipauer János, Völler Ágnes
- Háttér: N. Csathó Gizella
- Rajzolták: Kricskovics Zsuzsa, Vágó Sándor
- Kihúzók és kifestők: Kiss Mária, Moravcsik Ágnes, Rouibi Éva
- Asszisztens: Halasi Éva, Varró Lászlóné
- Színes technika: Szabó László
- Felvételvezető: Gödl Beáta
- Gyártásvezető: Vécsy Veronika
- Produkciós vezető: Mikulás Ferenc

- A laboratóriumi munkák a Magyar Filmlaboratórium Vállalatnál készültek
- Készítette a Magyar Televízió megbízásából a Pannónia Filmstúdió

## Szereplők
- Vízipók: Pathó István
- Keresztespók: Harkányi Endre
- Gyalogcincérek: Korcsmáros György, Varga Zoltán
- Éti csiga: Csala Zsuzsa
- Meztelen csiga: Czigány Judit
- Ászkarák: Báró Anna